# Parafia św. Jana Pawła II w Baranowiczach
Parafia św. Jana Pawła II w Baranowiczach – rzymskokatolicka parafia znajdująca się w diecezji pińskiej, w dekanacie baranowickim, na Białorusi.
Kościół św. Jana Pawła II w Baranowiczach zbudowano w latach 2014–2015 w nowej dzielnicy miasta. 15 maja 2015 konsekrował go biskup piński Antoni Dziemianko. Jest to pierwszy kościół na Białorusi pod wezwaniem papieża z Polski.
Proboszcz parafii sprawuje opiekę duszpasterską również w parafii Matki Bożej Anielskiej w Leśnej.